# Evangelisch-Lutherisches General-Konsistorium
Das Evangelisch-Lutherische General-Konsistorium war die oberste Einrichtung für die evangelisch-lutherischen Christen im Kaiserreich Russland. Es wurde durch das Gesetz für die evangelisch-lutherische Kirche in Russland vom 28. Dezember 1832 als Aufsichtsbehörde mit Sitz in Sankt Petersburg eingerichtet.

## Name
- russ.: Генеральная консистория (Generalnaja konsistorija) oder Генеральная евангелическо-лютеранская консистория (Generalnaja jewangelitschesko-ljuteranskaja konsistorija)
- dt.: General-Konsistorium, Generalkonsistorium, Reichs-Generalkonsistorium

## Geschichte
Um 1903 bat die Rigasche Reformierte Gemeinde das General-Konsistorium, auch das reformierte geistliche Mitglied des livländischen Konsistoriums, Alfred Geist, an seinen Sitzungen teilnehmen zu lassen. Das Gesuch wurde an das Innenministerium weitergeleitet. Erst im Februar 1906 kam die entsprechende Erlaubnis, so dass Geist Anfang März 1906 erstmals an einer solchen Sitzung teilnehmen konnte.

## Konsistorialbezirke
Zuerst gab es neben dem Moskauer und Petersburger Konsistorium sechs Konsistorien in den Ostseegouvernements. Die Zahl letzterer wurde später auf drei Konsistorien reduziert.
1914 bestanden folgende Konsistorialbezirke:
1. St. Petersburgischer Konsistorialbezirk
2. Moskauischer Konsistorialbezirk
3. Kurländischer Konsistorialbezirk
4. Livländischer Konsistorialbezirk
5. Estländischer Konsistorialbezirk
6. Warschauer Konsistorialbezirk

Die Evangelisch-Lutherischen Kolonialgemeinden in Grusien bestanden außerhalb dieser Bezirke.

## Leitung
Es gab das Amt eines weltlichen Präsidenten, eines geistlichen Vizepräsidenten, je zweimal weltliche und geistliche Mitglieder. Präsident und Vizepräsident wurden vom Kaiser ernannt. Die weltlichen Mitglieder wurden von den Ritterschaften und Stadtmagistraten präsentiert, die geistlichen von den Konsistorien.
1914 setzte sich das zentrale Personal wie folgt zusammen:
| Stelle                           | Besetzung                                                                                    |
| -------------------------------- | -------------------------------------------------------------------------------------------- |
| Präsident                        | Baron Uexküll von Gyldenband, Julius, Staatssekretär, Wirkl. Geheimrat                       |
| Vize-Präsident                   | Bischof Konrad Raimund Freifeldt (1847 – 1923)                                               |
| Weltliche Mitglieder             | 1) Baron Mirbach, Robert, Wirklicher Staatsrat 2) von Reutern, Gerhard, Wirklicher Staatsrat |
| Geistliche Mitglieder            | 1) Kentmann, Wilhelm, Ober-konsistorialrat, Pastor an St. Petri in St. Petersburg 2) Vakant  |
| Prokureur                        | von Heptner, Julius, Wirklicher Staatsrat                                                    |
| Sekretär                         | Versmann, Emil, Kollegienrat                                                                 |
| Sekretärsgehilfe                 | Vakant.                                                                                      |
| Kontrolleur                      | Behr, Nikolai, Wirklicher Staatsrat                                                          |
| Kontrolleursgehilfe              | Spohr, Eugen, Hofrat                                                                         |
| Exekutor, Kassierer und Archivar | Heinlz, Alfred, Staatsrat                                                                    |
| Translateur                      | Alphtan, Alexei, Wirkl. Staatsrat                                                            |

### Präsidenten
- 1819–1821 Carl Christoph von Lieven (1767–1844)[3]
- 1833–1845 Graf Paul von Tiesenhausen
- 1845–1879 Baron Georg Otto Wilhelm von Meyendorff (1794–1879)
- 1888–1891 Fjodor Karlowitsch von Giers (1824–1891)
- 1891–1896 Baron Alexander Carl Abraham Freiherr von Uexküll-Güldenband (1840–1912)
- 1897–1913 Emilij Wasilewitsch Scholz
- 1914–1917 Baron Julius Uexküll von Gyldenband (1853–1918)[4]

### Vize-Präsidenten
- 1832–1840 Johann Friedrich August Volborth (1768–1840)
- 1840–1856 Friedrich Nikolaus von Pauffler (1778–1856)
- 1856–1868 Karl Christian Ulmann (1793–1871)
- 1868–1892 Julius Wilhelm Theophil von Richter (1808–1892)
- 1892–1917 Konrad Raimund Freifeldt (1847–1923)[5]

### Weltliche Mitglieder
- 1833–1840 Campenhausen, Christoph Frh. v. (1780–1841)[6]
- um 1914 Baron Robert Mirbach
- um 1914 Gerhard von Reutern[7]

### Geistliche Mitglieder
- 1842–1848 Carl Ferdinand Maximilian Anton Walter (1801–1869)
- 1869–1872 Ernst August von Raison (1807–1882)[8]
- 1869–1872 Justus Nicolaus Ripke[9]
- 1881–1884 Otto Panck[10]
- 1888–1902 Reinhold Wilhelm von Walter (1840–1909)
- um 1914 Wilhelm Kentmann[11]